# Szubsk Duży
Szubsk Duży – wieś w Polsce położona w województwie łódzkim, w powiecie kutnowskim, w gminie Krośniewice.
W latach 1975–1998 miejscowość administracyjnie należała do województwa płockiego.
Zobacz też: Szubsk-Towarzystwo